# Route nationale 378
Pour les articles homonymes, voir Route 378.
La route nationale 378 ou RN 378 était une route nationale française reliant Rozoy-sur-Serre à Lonny. À la suite de la réforme de 1972, elle a été déclassée en RD 978.
Voir le tracé de la RN 378 sur Google Maps

## Ancien tracé de Rozoy-sur-Serre à Lonny (D 978)
- Rozoy-sur-Serre (km 0)
- Raillimont (km 7)
- Le Fréty (km 14)
- Liart (km 19)
- Logny-Bogny (km 24)
- Aubigny-les-Pothées (km 28)
- Rouvroy-sur-Audry (km 32)
- Sormonne (km 38)
- Lonny (km 40)